# Lianne Halfon
Lianne Halfon (* 2. August 1953) ist eine US-amerikanische Filmproduzentin.

## Leben
Halfon produzierte bereits knapp 20 Filme, darunter insbesondere Werke von Regisseur Terry Zwigoff. Einige Filme produzierte sie gemeinsam mit John Malkovich, dazu gehören u. a. Ghost World, Der Obrist und die Tänzerin oder The Libertine.
Auch die Komödie Juno aus dem Jahr 2007 entstand in Zusammenarbeit mit Malkovich. Für diesen Film wurde sie bei der Oscarverleihung 2008 gemeinsam mit Mason Novick und Russell Smith für einen Oscar in der Kategorie Bester Film nominiert. Ausgezeichnet wurde Halfon für den Film bei den Independent Spirit Awards und den Christopher Awards, dazu kam eine weitere Nominierung für den besten Film bei den PGA Awards.

## Filmografie (Auswahl)
- 1993: Das Kartenhaus (House of Cards)
- 2001: Ghost World
- 2002: Der Obrist und die Tänzerin (The Dancer Upstairs)
- 2004: The Libertine
- 2006: Art School Confidential
- 2007: Juno
- 2011: Jeff, der noch zu Hause lebt (Jeff, Who Lives at Home)
- 2011: Young Adult
- 2012: Vielleicht lieber morgen (The Perks of Being a Wallflower)
- 2013: Labor Day
- 2015: Demolition – Lieben und Leben (Demolition)